# Vescomtat de Frejus
El vescomtat de Frejus fou una jurisdicció feudal de Provença situada entre el pagus d'Antibes a l'est, la Mediterrània al sud, el pagus de Toló a al sud-oest, el pagus d'Ais al nord-oest i els pagus de Riez i Glandèves al nord.
Vescomtes locals apareixen al final del segle x i al segle xi. El primer fou Francó I (mai esmentat com a vescomte) que va tenir tres fills dels quals Francó II fou vescomte de Frejus esmentat en una donació del 10 de juny de 1035 on es fa referència a la cessió de la villa Burnis a Sant Víctor de Marsella, en el "comitatu Forojuliense"; una nova donació el 1036 situa villa Burnus al damunt del riu Argencium. Francó II es va casar amb Ameruda filla de Guillem II vescomte de Marsella. Adalgarda, germana de Francó II, estava casada amb el vescomte Guillem III de Marsella (fill de Guillem II) i, per tant, dos germans (Franco II i Adalgarda) estaven casats amb altres dos germans (Guillem II i Ameruda).